# Rai Radio 2
Rai Radio 2 (ранее известна как Radio Due) — вторая радиостанция итальянской государственной телерадиокомпании RAI, специализирующаяся на ток-шоу и популярной музыке. Входит в первый мультиплекс цифрового телерадиовещания RAI.

## История
Вторая радиостанция RAI отсчитывает свою историю от 21 марта 1938, когда была запущена Вторая программа радиовещания по решению Итальянского органа радиовещания (итал. Italiano per le Audizioni Radiofoniche) в крупных городах. В 1944 году эта организация стала называться Радиовещанием Италии (итал. Radio Audizioni Italiane).
После окончания Второй мировой войны 3 ноября 1946 начали функционировать две радиостанции: «Красная сеть» (итал. Rete Rossa) и «Синяя сеть» (итал. Rete Azzurra). Наименования были выбраны с целью показать противоположные идеи вещания обеих радиостанций, хотя обе при этом имели равноправные статусы. 1 октября 1950 с целью повышения разнообразия транслируемых передач и песен была запущена культурная Третья программа (итал. Terzo Programma).
1 января 1952 две уже существовавшие радиостанции получили традиционные имена: «Красная сеть» стала Национальной программой (итал. Programma Nazionale), а позднее Первой программой (итал. Primo Programma) и получила в итоге современное название Rai Radio 1. Соответственно, «Синяя сеть» стала сначала Второй программой (итал. Secondo Programma), а затем и радиостанцией Rai Radio 2.

## Передачи
Rai Radio 2 является самой популярной радиостанцией в стране. Основу вещания радиоканала составляют ток-шоу (передачи разговорного жанра) и популярная музыка. Самая популярная передача радиостанции — Viva Radio2, её ведущими являются Розарио Фиорелло и Марко Бальдини. Также популярностью пользуются шоу Il ruggito del coniglio, Caterpillar и Condor.
- Выпуски новостей «Джорнале Радио 2» («Giornale Radio 2») несколько раз в день в начале середины часа (в 06.30, 07.30, 08.30, 10.30, 12.30, 13.30, 17.30, 19.30, 21.30, 23.30).